# Передерій Ольга Іванівна
Ольга Іванівна Передерій (29 липня 1923, село Малі Кринки або село Малинівка, тепер Глобинського району Полтавської області — 29 серпня 2008, місто Мелітополь Запорізької області) — українська радянська партійна діячка, 1-й секретар Мелітопольського районного комітету КПУ Запорізької області. Член Ревізійної Комісії КПУ у 1954—1960 р. Кандидат у члени ЦК КПУ в 1971—1976 р. Депутат Верховної Ради УРСР 8—9-го скликань.

## Біографія
У 1941—1943 р. — токар, комірник, секретар цехової комсомольської організації Омського машинобудівного заводу РРФСР.
У 1943—1949 р. — секретар Безсонівського районного комітету ВЛКСМ Пензенської області РРФСР, 1-й секретар Нововасилівського районного комітету ЛКСМУ Запорізької області.
Член ВКП(б) з 1947 року.
Освіта вища. Закінчила Дніпропетровський сільськогосподарський інститут.
У 1949—1953 р. — голова колгоспів «Красный Перекоп» та імені Жданова Нововасилівського району Запорізької області.
У 1953—1958 р. — секретар Нововасилівського районного комітету КПУ Запорізької області.
У 1958—1962 р. — інструктор, завідувач організаційного відділу, секретар Мелітопольського районного комітету КПУ Запорізької області. У 1962—1965 р. — заступник секретаря партійного комітету Мелітопольського виробничого управління Запорізької області.
У 1965—1966 р. — голова виконавчого комітету Мелітопольської районної ради депутатів трудящих Запорізької області.
У 1966—1978 р. — 1-й секретар Мелітопольського районного комітету КПУ Запорізької області.
Потім — на пенсії у місті Мелітополі Запорізької області.

## Нагороди
- орден Леніна
- орден Трудового Червоного Прапора
- орден Знак Пошани
- медалі
- почесна громадянка Мелітопольського району